# Vùng Caribe
Vùng Caribe (phát âm: Ca-ri-bê) (tiếng Tây Ban Nha: Caribe, tiếng Anh: Caribbean, tiếng Pháp: Caraïbe, tiếng Hà Lan: Caraïben) là khu vực giáp Nam Mỹ về phía nam, Trung Mỹ về phía tây và Bắc Mỹ về phía tây bắc. Địa lý vùng Caribe bao gồm biển Caribe, các đảo thuộc nhóm Lucayan, Đại Antilles và Tiểu Antilles cùng dải duyên hải trên đất liền.
|  |  |

## Caribe hải đảo
Vùng Caribe có hơn 7.000 hải đảo, trong đó có quần đảo "Tây Ấn", trải dài hơn 4.000 cây số. Nhóm Bahamas nằm lui về phía bắc còn nhóm Đại Antilles và Tiểu Antilles trải dài thành một chuỗi hình vòng cung nối hai lục địa Bắc và Nam Mỹ cùng ôm lấy biển Caribe. Hải đảo ở đây được cấu tạo do núi lửa hoặc rạn san hô bồi lên từ đáy biển.
Địa danh "Tây Ấn" có nguồn gốc từ chuyến hải hành của Cristoforo Colombo năm 1492 khi ông khám phá ra châu Mỹ. Vì ngộ nhận là ông đã đến xứ Ấn Độ, ông gọi vùng đất đó là "Ấn Độ". Người đời sau phải thêm chữ "Tây" vào để phân biệt với xứ Ấn Độ và Nam Dương mà người Âu châu sau gọi là "Đông Ấn".

## Caribe lục địa
Nước Belize thuộc Trung Mỹ và Guyana thuộc Nam Mỹ, tuy về mặt địa lý không phải là hải đảo giống như những xứ Caribe kia, nhưng lịch sử và văn hóa gắn liền hai quốc gia này với vùng Caribe. Nước Suriname cũng cùng trường hợp như vậy. Vùng Caribe đất liền cũng phải kể miền duyên hải phía đông nước Nicaragua (còn có tên là Bờ biển Mosquito) vì vùng này xưa kia thuộc quyền kiểm soát của Anh nên có nhiều nét văn hóa giống các hải đảo Caribe hơn là giống văn hóa lục địa.

## Địa dư và khí hậu
Hải đảo vùng Caribe khá đa dạng. Những đảo như Aruba, Bahamas, Quần đảo Turks và Caicos, Barbados, Quần đảo Cayman và Antigua thì đất đai bằng phẳng trong khi Cuba, Hispaniola, Jamaica, Puerto Rico thì nhiều núi non.
Rãnh biển Puerto Rico ở phía bắc đảo Puerto Rico là điểm sâu nhất Đại Tây Dương..
Khí hậu vùng Caribe là khí hậu nhiệt đới, nắng ấm quanh năm. Vũ lượng từng địa phương thay đổi tùy độ cao và hải lưu. Gió mậu dịch thổi từ hướng đông đem khí ẩm, khi gặp núi cao cản trở thì trút mưa xuống, gây nên khác biệt rõ rệt giữa vùng khuất gió và vùng hứng gió. Khu vực hứng gió cũng hứng lấy khí mưa ẩm còn vùng khuất gió ít mưa nên đất đai gần như sa mạc.
Vùng Caribe hằng năm hay bị bão. Khu vực hứng bão nhiều nhất là từ Grenada trở ra bắc và từ Barbados lui về hướng tây.

### Các nhóm đảo
Quần đảo Lucayan
- Bahamas
- Quần đảo Turks và Caicos (Vương quốc Anh)

Đại Antilles
- Cuba
- Hispaniola
  -  Haiti
  -  Cộng hòa Dominica
- Jamaica
- Quần đảo Cayman (Vương quốc Anh)
- Puerto Rico (Vùng quốc hải Hoa Kỳ)

Tiểu Antilles
- Quần đảo Dưới Gió
  -  Quần đảo Virgin thuộc Mỹ (Hoa Kỳ)
    - Saint Croix
    - Saint Thomas
    - Saint John
    - Đảo Water

  -  Quần đảo Virgin thuộc Anh (Vương quốc Anh)
    - Tortola
    - Virgin Gorda
    - Anegada
    - Jost Van Dyke

  -  Anguilla (Vương quốc Anh)
  -  Antigua và Barbuda
    - Antigua
    - Barbuda
    - Redonda

  - Saint Martin, được phân chia chính trị giữa
    -  Saint Martin (Pháp)
    -  Sint Maarten (Vương quốc Hà Lan)

  -  Saba (Caribe thuộc Hà Lan)
  -  Sint Eustatius (Caribe thuộc Hà Lan)
  -  Saint Barthélemy (Antilles thuộc Pháp)
  -  Saint Kitts và Nevis
    - Saint Kitts
    - Nevis

  -  Montserrat (Vương quốc Anh)
  -  Guadeloupe (Antilles thuộc Pháp) bao gồm
    - Les Saintes
    - Marie-Galante
    - La Désirade
- Quần đảo Đón Gió
  -  Dominica
  -  Martinique (Antilles thuộc Pháp)
  -  Saint Lucia
  -  Saint Vincent và Grenadines
    - Saint Vincent
    - Grenadines

  -  Grenada
    - Grenada
    - Carriacou và Petite Martinique
- Antilles Dưới Gió
  -  Aruba (Vương quốc Hà Lan)
  -  Curaçao (Vương quốc Hà Lan)
  -  Bonaire (Caribe thuộc Hà Lan)
- Các đảo khác
  -  Barbados
  -  Trinidad và Tobago
    - Tobago
    - Trinidad

### Các quốc gia lục địa có biển đảo thuộc vùng Caribe
| - Belize - Ambergris Caye - Thành phố Belize - Big Creek - Caye Caulker - Glover's Reef - Dangriga - Hicks Cays - Hopkins - Lighthouse Reef - Placencia - Punta Gorda - St. George's Caye - Nam Water Caye - Quần đảo Turneffe - Colombia - Quần đảo San Andrés và Providencia - Quần đảo Rosario - Costa Rica - Pháp - Guyane thuộc Pháp - Îles du Salut - Île du Diable - Île Royale - Île Saint-Joseph - Guatemala - Honduras - Islas de la Bahía - Cayos Cochinos - Guanaja - Roatán - Quần đảo Swan - Útila | - México - Quintana Roo - Cozumel - Isla Contoy - Isla Mujeres - Nicaragua - Quần đảo Corn - Miskito Cays - Pearl Cays - Panamá - Quần đảo Kuna Yala (có hơn 1300 đảo) - Quần đảo Bocas del Toro (quần đảo có khoảng 300 đảo) - Venezuela - Isla Margarita - Đảo Coche - Đảo Cubagua - Quần đảo Los Monjes - Quần đảo Las Aves - Isla Aves - Quần đảo Los Hermanos - Islas Los Frailes - Quần đảo Los Roques - Đảo La Sola - Đảo La Tortuga - La Orchila - Đảo Blanquilla - Quần đảo Los Testigos - Isla de Patos |

## Đa dạng sinh vật
Hải đảo vùng Caribe được Tổ chức Bảo tồn Quốc tế xem là một trong những điểm nóng với hệ sinh vật đa dạng vì môi trường thiên nhiên đặc thù và phong phú, bao gồm từ miền rừng cao nguyên mây phủ đến đất bãi khô cằn xương rồng. Những hệ sinh thái này đã bị thiệt hại nhiều vì sinh hoạt con người xâm nhập cùng phá rừng. Nhiều loại bò sát, chim chóc và muông thú bị đe dọa tuyệt chủng, trong số đó phải kể cá sấu Cuba và khu rừng già trên đảo Puerto Rico.

## Các nước Caribe
Có tất cả 13 nước độc lập ở khu vực Caribe. Số lãnh thổ còn lại thuộc các nước Hoa Kỳ, Pháp, Hà Lan và Vương quốc Liên hiệp Anh và Bắc Ireland. Dân sống ở vùng Caribe là tập hợp của nhiều nền văn hóa khác nhau. Phần lớn người thổ dân châu Mỹ đã chết sau khi người châu Âu đến đây khai phá vùng đất mới. Thiếu nhân lực, thực dân Âu châu đã quay sang nguồn nô lệ từ châu Phi để phục dịch trên các đồn điền trồng mía đường và hậu duệ của người Phi chiếm tỷ số đông nhất. Sau thời kỳ nô lệ, dân gốc Ấn Độ và Trung Hoa cũng được mộ sang vùng Caribe làm phu.
Ngày nay, tính trên tổng số thì phần lớn dân vùng Caribe nói tiếng Tây Ban Nha. Tuy nhiên tiếng Pháp, tiếng Hà Lan và tiếng Anh cũng phổ biến.
Gần nửa dân số ở Caribe là nông dân. Hệ thống đồn điền trồng cà phê vẫn còn cung ứng công ăn việc làm cho số dân đáng kể. Các nông sản quan trọng khác phải kể thêm chuối, cây ăn quả, bông gòn và thuốc lá.